# Marjorie J. Vold
Marjorie J. Vold (25 octobre 1913 - 4 novembre 1991) est une chimiste américaine. Ses recherches se concentrent sur les colloïdes et sont récompensées par une médaille Garvan-Olin de l'American Chemical Society en 1967.

## Jeunesse et éducation
Marjorie Jean Young est née le 25 octobre 1913 à Ottawa, en Ontario, et déménage à Mont Hamilton, en Californie, avec ses parents Reynold et Wilhelmine Aitken Young. Son grand-père, Robert Grant Aitken, catalogue les étoiles binaires à l'Observatoire Lick, et son père y travaille également comme astronome. Young fréquente l'Université de Californie à Berkeley pour des études de premier cycle et des cycles supérieurs, obtenant son doctorat en 1936. Elle fait des études postdoctorales à l'Université Stanford.

## Carrière
Vold déménage dans le sud de la Californie en 1941. Elle travaille comme chimiste pour Union Oil Company pendant la Seconde Guerre mondiale. En 1947, elle est associée de recherche à l'Université de Californie du Sud et, de 1958 à 1974, elle est professeur auxiliaire. Ses recherches se poursuivent jusqu'à la fin de sa vie, alors qu'elle travaille depuis un lit d'hôpital sur son dernier article sur les prémicelles.
En 1964, Vold et son mari sont les auteurs de Colloidal Chemistry, un texte de référence largement utilisé. Marjorie Vold reçoit la Médaille Garvan-Olin de l'American Chemical Society en 1967, pour son travail de pionnier dans les modèles informatiques de colloïdes. Elle est également nommée l'une des "femmes de l'année" du Los Angeles Times en 1966. Vold reçoit une bourse Guggenheim pour enseigner aux Pays-Bas en 1953-1954, la seule femme chimiste à avoir obtenu cet honneur entre 1940 et 1970,. En 1957, Vold est la première femme à s'adresser à l'Indian Institute of Science de Bangalore, en Inde,.

## Vie privée
Marjorie Young épouse son collègue chimiste Robert D. Vold en 1936. Ils ont trois enfants, Mary, Robert et Wylda, tous nés pendant la Seconde Guerre mondiale.
Marjorie Vold reçoit un diagnostic de Sclérose en plaques en 1958 et utilise un fauteuil roulant à partir du début des années 1960. Elle est décédée des complications de la maladie en 1991, à l'âge de 78 ans.